# Athyrium strigillosum
Athyrium strigillosum là một loài thực vật có mạch trong họ Woodsiaceae. Loài này được (T. Moore ex E.J. Lowe) Salomon miêu tả khoa học đầu tiên năm 1883.